# Hardin (Illinois)
Hardin è un villaggio degli Stati Uniti d'America, situato nello Stato dell'Illinois, nella contea di Calhoun, della quale è il capoluogo.